# جون بيغز جونيور
جون بيغز جونيور (بالإنجليزية: John Biggs, Jr.)‏ هو قاضي أمريكي، ولد في 6 أكتوبر 1895 في ويلمنغتون في الولايات المتحدة، وتوفي في 15 أبريل 1979.